# Forest Whitaker
Pour les articles homonymes, voir Whitaker.
Forest Whitaker [ˈfɔɹɪst ˈʍɪɾɪkə˞], né le 15 juillet 1961 à Longview, Texas (États-Unis) est un acteur, réalisateur et producteur de cinéma américain.
Il a notamment reçu le prix d'interprétation masculine du Festival de Cannes 1988 pour son interprétation de Charlie Parker dans Bird (1988) et l'Oscar du meilleur acteur en 2007 pour son interprétation d'Idi Amin Dada dans Le Dernier Roi d'Écosse (2006).
Il a également interprété Ghost Dog dans Ghost Dog : La voie du samouraï (1999), Jon Kavanaugh dans la série The Shield (2006-2007) et Saw Gerrera dans différentes œuvres de l'univers Star Wars à partir du film Rogue One (2016) et apparaît dans Platoon (1986), Good Morning, Vietnam (1987), Panic Room (2002), Phone Game (2002), Le Majordome (2013), Taken 3 (2014), Arrival (2016) et Black Panther (2018).

## Biographie

### Jeunesse, enfance & débuts
Forest Whitaker est né le 15 juillet 1961 à Longview au Texas. Il est le fils aîné de Forest Steven Whitaker, un vendeur en assurances, et de Laura Francis (née Smith), une éducatrice spécialisée.
En 1965, sa famille déménage à South Los Angeles où son physique athlétique le conduit à suivre des études secondaires grâce au football universitaire.
Il est diplômé de l'école de théâtre (School of Theater) de l'université du Sud de la Californie (USC).

### Carrière
Forest Whitaker a joué aux côtés de Robin Williams dans Good Morning, Vietnam, mais il n'a été véritablement révélé qu'en 1988, à 27 ans, pour son interprétation du jazzman Charlie Parker dans le film Bird de Clint Eastwood, qui lui a valu le prix d'interprétation masculine au Festival de Cannes.
En 1999, son rôle de Ghost Dog, tueur adoptant la philosophie des samouraïs teinté de culture hip-hop au service de la mafia dans le film homonyme de Jim Jarmusch, obtient un grand succès.
De 2002 à 2003, il a été le narrateur des 44 épisodes de la série La Treizième Dimension, la troisième série du classique de Rod Serling, La Quatrième Dimension (The Twilight Zone).
En 2006, il interprète le rôle de Jon Kavanaugh, officier de l'IAD (en) (Internal Affairs Department) chargé de faire tomber la « Strike Team », dans la saison 5 de la série The Shield. La même année, son rôle du dictateur de l'Ouganda, Idi Amin Dada, dans le film Le Dernier Roi d'Écosse, est récompensé de nombreux prix dont l'Oscar du meilleur acteur. Toujours en 2006, et ce jusqu'en 2007, il tient le rôle mémorable de Curtis Ames dans un arc de six épisodes de la treizième saison de la série médicale Urgences (E.R.).
En 2013, il se fait remarquer pour son rôle du majordome Cecil Gaines dans le film historique Le Majordome (Lee Daniels' The Butler), d'après la vie de Eugene Allen, qui a servi sept présidents des États-Unis.
En 2016, il tient le rôle de Saw Gerrera dans Rogue One, film dérivé de la franchise Star Wars. Whitaker remplace Andrew Kishino (en), l'interprète du personnage dans la série d'animation Star Wars: The Clone Wars.
En 2017, il reprend pour la première fois le rôle de Saw Gerrera dans la série d'animation Star Wars Rebels. Il apparaît également dans la quatrième saison de la série musicale Empire. Il reprend le rôle l'année d'après dans le premier épisode de la cinquième saison.
En 2018, il tient le rôle secondaire de Zuri dans Black Panther de Ryan Coogler, dix-huitième film de l'univers cinématographique Marvel. Le film porté par Chadwick Boseman est un immense succès commercial, récoltant plus de 1 300 000 000 $ au box office mondial.
Depuis 2019, il joue le rôle de Ellsworth « Bumpy » Johnson dans la série Godfather of Harlem pour laquelle il est également producteur exécutif. La même année, il reprend le personnage de Saw Gerrera pour le jeu vidéo Jedi Fallen Order.
En 2020, il joue dans le film Jingle Jangle : Un Noël enchanté (Jingle Jangle: A Christmas Journey) disponible sur Netflix.
Remplacé en 2021 par Kishino pour la série d'animation Star Wars: The Bad Batch, Whitaker retrouve le personnage de Saw Gerrera en 2022 dans la série Andor,.
En 2024, il est au casting de Megalopolis, le nouveau film de Francis Ford Coppola.

### Vie privée
Il a épousé l'actrice et productrice Keisha Simone Nash le 4 mai 1996, qu'il a rencontrée sur le tournage du film Blown Away. Ils ont eu deux filles de leur union et ont chacun un enfant de leurs précédentes relations. Ils divorcent en décembre 2018.
Ses deux frères, Kenn Whitaker et Damon Whitaker, sont également acteurs.
Il est atteint de ptosis, ce qui lui confère son regard particulier.

### Défenseur de la paix et de la résolution des conflits
En 2011, Whitaker a été nommé ambassadeur de bonne volonté de l'UNESCO, avant d'être promu envoyé spécial pour la paix et la réconciliation.
En 2012, il crée la fondation Whitaker Peace and Development Initiative (WPDI), consacrée à la promotion de la paix.
Le 4 décembre 2024, accompagné de sa fille Sonnet Noel Whitaker, Forest Whitaker rencontre dans sa résidence à Dharamsala en Inde le dalaï-lama, qui représente pour lui « un symbole de paix ».

## Filmographie

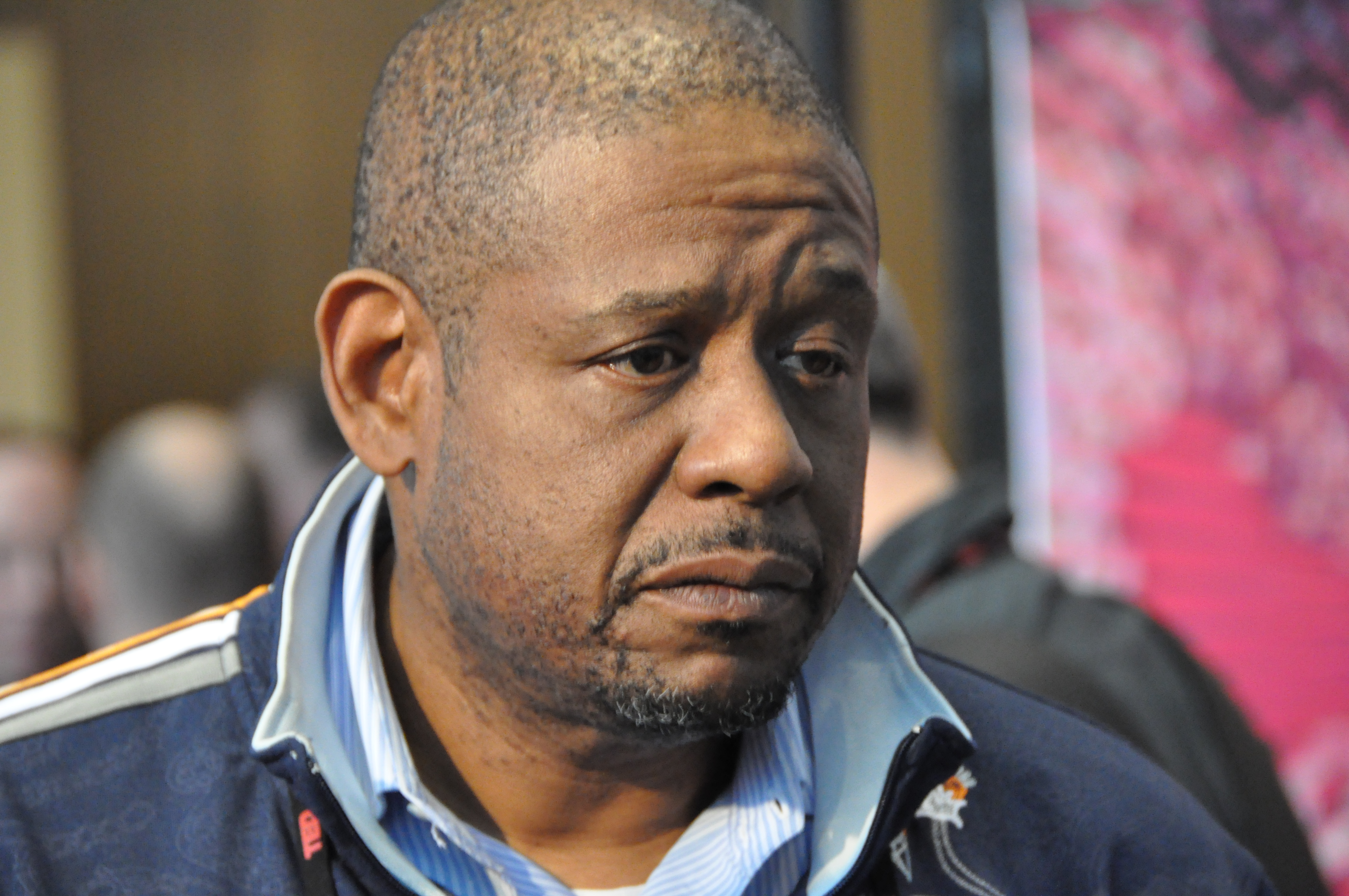
Forest Whitaker en 2009.

### Cinéma

#### Années 1980
- 1982 : TAG : Le Jeu de l'assassinat (Tag: The Assassination Game) de Nick Castle: le garde du corps de Gowdy
- 1982 : Ça chauffe au lycée Ridgemont d'Amy Heckerling : Charles Jefferson
- 1985 : Vision Quest d'Harold Becker : Balldozer
- 1986 : La Couleur de l'argent de Martin Scorsese : Amos
- 1986 : Platoon d'Oliver Stone: Big Harold
- 1987 : Étroite Surveillance de John Badham : Jack Pismo
- 1987 : Good Morning, Vietnam de Barry Levinson : Edward Garlick
- 1988 : Bloodsport de Newt Arnold : Rawlins
- 1988 : Bird de Clint Eastwood : Charlie « Bird » Parker
- 1989 : Johnny Belle Gueule de Walter Hill : Steven Fisher

#### Années 1990
- 1990 : Deux Flics à Downtown de Richard Benjamin : Dennis Curren
- 1991 : Rage in Harlem de Bill Duke : Jackson
- 1991 : Hit Man, un tueur (Diary of a Hitman) de Roy London : Dekker
- 1992 : Article 99 de Howard Deutch : Sid Handleman
- 1992 : The Crying Game de Neil Jordan : Jody
- 1992 : Jeux d'adultes d'Alan J. Pakula : David Duttonville
- 1993 : Body Snatchers de Abel Ferrara : major Collins
- 1993 : Bank Robber de Nick Mead : officier Battle
- 1994 : Blown Away de Stephen Hopkins : Anthony Franklin
- 1994 : Sang noir (Jason's Lyric) de Doug McHenry : Maddog
- 1994 : Prêt-à-Porter de Robert Altman : Cy Bianco
- 1995 : Smoke de Wayne Wang : Cyrus Cole
- 1995 : La Mutante de Roger Donaldson : Dan Smithson / Empath
- 1996 : Phénomène de Jon Turteltaub: Nate Pope
- 1998 : Body Count de Robert Patton-Spruill : Crane
- 1999 : Ghost Dog : La Voie du samouraï de Jim Jarmusch : Ghost Dog
- 1999 : Light It Up de Craig Bolotin : officier Dante Jackson

#### Années 2000
- 2000 : Battlefield Earth de Roger Christian: Ker
- 2000 : Four Dogs Playing Poker (en) de Paul Rachman : M. Ellington
- 2001 : Green Dragon de Timothy Linh Bui : Addie
- 2001 : The Hire: The Follow de Wong Kar-wai : l'employeur (non crédité)
- 2001 : Vengeance secrète de John Irvin : agent Jules Bernard
- 2002 : Panic Room de David Fincher : Burnham
- 2002 : Phone Game de Joel Schumacher : Capitaine Ramey
- 2004 : Des étoiles plein les yeux de Forest Whitaker : narrateur (voix)
- 2005 : Mary de Abel Ferrara : Ted Younger
- 2005 : Crime City de Baltasar Kormákur : Abe Holt
- 2005 : American Gun d'Aric Avelino : Carter
- 2006 : Even Money de Mark Rydell : Clyde Snow
- 2006 : Le Dernier Roi d'Écosse de Kevin Macdonald : Idi Amin Dada
- 2007 : États de choc de Jieho Lee : Happiness
- 2007 : Ripple Effect de Philippe Caland: Philip
- 2007 : The Great Debaters de Denzel Washington : James J. Farmer, Sr.
- 2008 : Angles d'attaque de Pete Travis : Howard Lewis
- 2008 : Au bout de la nuit de David Ayer : capitaine Jack Wander
- 2008 : Points de rupture (Powder Blue) de Timothy Linh Bui : Charlie
- 2008 : Fragments de Rowan Woods : Charlie Archenault
- 2009 : Max et les Maximonstres de Spike Jonze : Ira
- 2009 : Hurricane Season de Tim Story (vidéofilm) : Al Collins

#### Années 2010
- 2010 : Repo Men de Miguel Sapochnik : Jake Freivald
- 2010 : My Own Love Song d'Olivier Dahan : Joey
- 2010 : The Experiment de Paul Scheuring : Barris
- 2010 : Lullaby de Benoît Philippon : George
- 2011 : La Guerre des pères de Rick Famuyiwa : Brad Boyd
- 2011 : Sans compromis de Aaron Harvey : Ronny
- 2012 : Unités d'élite (Freelancers) de Jessy Terrero : Larue
- 2013 : A Dark Truth de Damian Lee : Francisco Francis
- 2013 : Le Dernier Rempart de Kim Jee-woon : agent John Bannister
- 2013 : Le Majordome (The Butler) de Lee Daniels : Cecil Gaines
- 2013 : Repentance de Philippe Caland : Angel
- 2013 : Zulu de Jérôme Salle : Ali Neuman
- 2013 : Pawn de David A. Armstrong : Will
- 2013 : Black Nativity de Kasi Lemmons : le révérend Cornell
- 2013 : Les Brasiers de la colère (Out of the Furnace) de Scott Cooper : Wesley Barnes
- 2014 : La Voie de l'ennemi de Rachid Bouchareb : William Garnett
- 2015 : Taken 3 d'Olivier Megaton : Franck Dotzler
- 2015 : La Rage au ventre (Southpaw) d'Antoine Fuqua : Titus « Tick » Wills
- 2016 : Premier Contact (Arrival) de Denis Villeneuve : colonel Weber
- 2016 : Rogue One: A Star Wars Story de Gareth Edwards : Saw Gerrera
- 2018 : Forgiven (The Forgiven) de Roland Joffé : Desmond Tutu
- 2018 : Black Panther de Ryan Coogler : Zuri
- 2018 : City of Lies de Brad Furman : Jack Jackson
- 2018 : Burden d'Andrew Heckler : Révérend Kennedy
- 2018 : How It Ends de David M. Rosenthal : Tom
- 2018 : Finding Steve McQueen de Mark Steven Johnson : Howard Lambert
- 2018 : Sorry to Bother You de Boots Riley : Demarius / premier "équi-sapiens"

#### Années 2020
- 2020 : Jingle Jangle : Un Noël enchanté de David E. Talbert : Jeronicus Jangle
- 2021 : Respect de Liesl Tommy : Clarence LaVaughn Franklin
- 2023 : Big George Foreman de George Tillman Jr. : Doc Broadus
- 2025 : Ravage (Havoc) de Gareth Evans : Lawrence

### Télévision
- 1985 : The Grand Baby
- 1985 : L'Homme qui tombe à pic, épisode La Disquette volée (4.20) : un ami
- 1985-1986 : Nord et Sud : Cuffey
- 1987 : La nuit tombe sur Manhattan (Hands of a Stranger) de Larry Elikann : sergent Delaney

- 1990 : Innocent coupable (Criminal Justice) : Jessie Williams
- 1993 : Last Light : Fred Whitmore
- 1993 : Lush Life : Buddy Chester
- 1994 : L'ennemi est parmi nous : colonel MacKenzie « Mac » Casey
- 1996 : Étoile de Harlem (Rebound: The Legend of Earl 'The Goat' Manigault) : M. Rucker
- 1999 : Témoins sous contrôle : marshal fédéral Steven Beck
- 2001 : Feast of All Saints : le daguerréotypiste Picard
- 2002 : La Treizième Dimension (The Twilight Zone) (Série TV) : Le Narrateur
- 2005 : Deacons for Defense : Marcus Clay
- 2006 : Urgences (saison 13) : Curtis Ames
- 2006 : The Shield (saisons 5-6) : lieutenant Jon Kavanaugh
- 2006 : The Marsh : Geoffrey Hunt
- 2010 : Esprits criminels, épisode The Fight (5.18) : agent Sam Cooper
- 2011 : Criminal Minds: Suspect Behavior : agent Sam Cooper
- 2015 : Empire (saison 4-5) : Eddy Barker
- 2016 : Racines : Fiddler
- 2017 : Star Wars Rebels : Saw Gerrera[24]
- depuis 2019 : Godfather of Harlem : Bumpy Johnson
- 2022-2025 : Andor : Saw Gerrera

### Réalisateur
Cinéma
- 1995 : Où sont les hommes ?
- 1998 : Ainsi va la vie
- 2004 : Des étoiles plein les yeux

Télévision
- 1993 : Strapped
- 1998 : Black Jaq

### Producteur
Cinéma
- 1991 : A Rage in Harlem de Bill Duke - coproducteur
- 2001 : Green Dragon de Timothy Linh Bui - producteur délégué
- 2003 : Chasing Papi - producteur
- 2004 : Des étoiles plein les yeux de Forest Whitaker - producteur délégué
- 2005 : American Gun d'Aric Avelino - producteur délégué
- 2011 : Bienvenue à Monte-Carlo (Monte Carlo) de Thomas Bezucha - producteur délégué
- 2013 : Fruitvale Station de Ryan Coogler - producteur délégué
- 2015 : Dope de Rick Famuyiwa - producteur
- 2018 : Sorry to Bother You de Boots Riley - producteur
- 2021 : Clair-obscur (Passing) de Rebecca Hall
- 2022 : For The Sake Of Peace de Christophe Castagne et Thomas Sametin[25]

Télévision
- 1998 : Black Jaq - producteur délégué
- 2001 : Feast of All Saints - producteur délégué
- 2002 : Door to Door - coproducteur délégué

### Narrateur
Cinéma
- 2015 : Dope de Rick Famuyiwa - narrateur

### Clips
- 1995 : Exhale, Shoop Shoop, clip pour la chanteuse Whitney Houston (réalisateur)
- 2019 : In the Dark de Bring Me The Horizon[26]

### Jeu vidéo
- 2019 : Star Wars Jedi: Fallen Order : Saw Gerrera

## Distinctions

### Décorations
- Chevalier de l'ordre des Arts et des Lettres (2013)[27]

### Récompenses
- Festival de Cannes 1988 : Prix d'interprétation masculine pour Bird
- Festival international de programmes audiovisuels documentaires de Biarritz 1992 : Lauréat de la Mention Spéciale du meilleur acteur dans un téléfilm pour Innocent coupable
- Festival du film de Hollywood 2006 : acteur de l'année pour Le Dernier Roi d'Écosse
- National Board of Review Awards 2006 : Meilleur acteur pour Le Dernier Roi d'Écosse
- Golden Globes 2007 : Meilleur acteur pour Le Dernier Roi d'Écosse
- Oscars 2007 : Meilleur acteur pour Le Dernier Roi d'Écosse
- London Film Critics Circle Awards 2007 : meilleur acteur pour Le Dernier Roi d'Écosse
- British Academy Film Awards 2007 : Meilleur acteur pour Le Dernier Roi d'Écosse
- Screen Actors Guild Awards 2007 : Meilleur acteur dans un premier rôle pour Le Dernier Roi d'Écosse
- Africain-American Film Critics Association Awards 2013 : Meilleur acteur pour Le Majordome
- NAACP Image Awards 2014 : Meilleur acteur pour Le Majordome
- Festival de Cannes 2022 : Palme d'honneur

### Nominations
- Golden Globes 1989 : Meilleur acteur pour Bird
- CableACE Awards 1992 : meilleur acteur dans un téléfilm pour Innocent coupable
- Festival du cinéma américain de Deauville 1993 : Lauréat du Prix de la Critique dans un téléfilm pour Strapped
- Acapulco Black Film Festival 1999 : meilleur réalisateur pour Ainsi va la vie
- British Independent Film Awards 2006 : meilleur acteur pour Le Dernier Roi d'Écosse
- Acapulco Black Film Festival 2014 : meilleur film de l'année pour Fruitvale Station, meilleur acteur pour Le Majordome, meilleure distribution pour Black Nativity partagé avec Jennifer Hudson, Tyrese Gibson, Angela Bassett, Jacob Latimore, Vondie Curtis-Hall, Grace Gibson, Luke James, Nas et Mary J. Blige, meilleure distribution pour Le Majordome (film, 2013)|Le Majordome partagé avec Vanessa Redgrave, Terrence Howard, David Oyelowo, Oprah Winfrey, Michael James Madsen, Minka Kelly, Yaya DaCosta, Mariah Carey, Liev Schreiber, Alan Rickman, Robin Williams, Lenny Kravitz, Jane Fonda, Alex Pettyfer et Cuba Gooding Jr., acteur de l'année pour Le Majordome, pour Black Nativity, pour Fruitvale Stationet pour Les Brasiers de la colère
- BET Awards 2014 : meilleur acteur pour Le Majordome
- Screen Actors Guild Awards 2014 : Meilleure distribution pour Le Majordome
- BET Awards 2020 : meilleur acteur.
- BET Awards 2022 : meilleur acteur pour Respect et dans une série télévisée dramatique pour Godfather of Harlem
- British Academy Film Awards 2022 : Meilleur film britannique pour Clair-obscur partagé avec Rebecca Hall, Margot Hand et Nina Yang Bongiovi

## Voix françaises
En France, Emmanuel Jacomy est la voix française régulière de Forest Whitaker,. Thierry Desroses et Daniel Njo Lobé l'ont également doublé respectivement à treize et cinq reprises.
Au Québec, l'acteur est régulièrement doublé par François L'Écuyer.